# 堆疊溢位
在電腦科學中是指使用過多的記憶體时導致呼叫堆疊產生的溢位，也是缓冲区溢出中的一種。堆疊溢位的產生是由於過多的函數呼叫，導致使用的呼叫堆疊大小超過事先規畫的大小，覆蓋其他記憶體內的資料，一般在遞迴中產生。堆疊溢位很可能由無限遞迴（Infinite recursion）產生，但也可能僅僅是過多的堆疊層級。
堆疊溢位在核心設計中尤其危險，因此很多入門核心設計教程建議使用者不要嘗試使用遞迴程式；而是基於安全和效能考量，改用迴圈處理問題。
在POSIX相容平台上，堆疊溢位通常會造成作業系統產生SIGSEGV訊號。

## 遞迴溢位

### 無限遞迴
無限遞迴是堆疊溢位的最常見原因，如以下的C/C++語言程式會產生堆疊溢位：
```
int
 
foo
()

{

    
return
 
foo
();
  
//這裡出現无限重复的自我调用

}

```

然而有些語言（如Scheme）支援尾端遞迴優化，在這些語言中只有一般遞迴會產生堆疊溢位，而尾端遞迴不會：
```
(
define
 
(
foo
)
 
(
foo
))

(
define
 
(
foo
)
 
(
+
 
(
foo
)
 
1
))

```

这段代码中，前者（第一句）进入無窮迴圈（Infinite loop），但不会产生堆疊溢位；后者（第二句）则会产生堆疊溢位。

### 防止堆疊溢位
多數無限遞迴出現原因，都是基於程式本身沒有錯誤檢測機制：
```
int
 
factorial
(
 
const
 
int
 
*
const
 
n
 
){

    
if
 
(
 
*
n
 
==
 
0
 
)

        
return
 
1
;

    
else

        
return
 
*
n
 
*
 
factorial
(
 
*
n
--
 
);
  
//這裡出現自我呼叫

};

```

如果在這裡的n是負數則會出現無限遞迴。其實，這段程式可以簡單地加以修改，把n的型別由整數改為非負整數即可解決：
```
unsigned
 
int
 
factorial
(
 
const
 
unsigned
 
int
 
*
const
 
n
 
){

    
if
 
(
 
*
n
 
==
 
0
 
)

        
return
 
1
;

    
else

        
return
 
*
n
 
*
 
factorial
(
 
*
n
--
 
);

};

```

或者使用迴圈處理：
```
unsigned
 
int
 
factorial
(
 
const
 
unsigned
 
int
 
*
const
 
n
 
){

    
unsigned
 
int
 
i
,
 
result
;

    
for
 
(
 
i
 
=
 
*
n
,
 
result
 
=
 
1
;
 
i
 
>
 
0
 
;
 
--
i
 
)

        
result
 
*=
 
i
;

  
//自我呼叫部份改為迴圈處理

    
return
 
result
;

};

```

## 参看
- 溢位
- 缓冲区溢出
- 呼叫堆疊
- 棧緩衝區溢出